# Werner Reiners-Kröncke
Werner Reiners-Kröncke (* 27. April 1948; † 22. Juli 2018 in Untersiemau) war ein deutscher Sozialarbeitswissenschaftler und ehemaliger Professor an der Hochschule für angewandte Wissenschaften Coburg. Er war einer der Wegbereiter der Organisationslehre innerhalb der Sozialen Arbeit.

## Leben
Werner Reiners-Kröncke studierte nach einer Ausbildung zum Industriekaufmann Sozialarbeit in Dortmund sowie Erziehungswissenschaften und Soziologie an der Philipps-Universität Marburg und der Johann Wolfgang Goethe-Universität. Später promovierte er zum Dr. phil. an der Universität Siegen. Nach dem Studium war er mehrere Jahre in der Heimerziehung für Kinder und Jugendliche in leitender Stellung beschäftigt, später arbeitete er in der Suchtkrankenhilfe.
Reiners-Kröncke lehrte von 1982 bis 2012 an der Hochschule Coburg in der Fakultät Soziale Arbeit und Gesundheit als Professor für Pädagogik und Methoden der Sozialarbeit/-pädagogik und war 10 Jahre Vizepräsident der Hochschule.

## Wirken
Seine Lehrgebiete sind ‚pädagogische Bezüge der Sozialarbeit‘, Methodik und ‚Didaktik der Sozialarbeit/Sozialpädagogik‘ sowie Organisationslehre. Weitere thematische Schwerpunkte sind Abhängigkeitserkrankungen, Kriminalität und Jugendkriminalität und Sozialmanagement.
Bekannt wurden er und Mathias Stübinger mit dem Text Der Einstieg in soziale Organisationen, in dem der Organisationsaufbau sozialer Organisationen und das geplante Handeln der Institutionsanalyse, in dem nach ihm benannten Organisationsmodell beschrieben wird; es ist mittlerweile ein Standardwerk innerhalb der Sozialarbeitslehre.
Er war in zahlreichen Verbänden engagiert, wie der Deutschen Vereinigung für Jugendgerichte und Jugendgerichtshilfen (DVJJ), dem Bundesverband für akzeptierende Drogenarbeit und humane Drogenpolitik oder der Deutschen Gesellschaft für Soziale Arbeit in der Suchthilfe.

## Auszeichnungen
- 2004 Ernennung zum Mitglied des Internationalen Polizeiverbandes (International Police Association – IPA).
- Verdienstmedaille der Berufsakademie Heidenheim
- Ehrenmedaille der Hochschule Coburg
- Staatliches, bayerisches Ehrenzeichen am Bande in Gold für besondere Verdienste um das Rote Kreuz
- Goldene Ehrennadel des Bayerischen Roten Kreuzes

## Schriften (Auswahl)
- (mit Witter): „So kann’s nicht weiter gehen“ – Suchtstoffpolitik in der BRD. St. Augustin 1997.
- (mit Breitsameter): Arbeitssucht – ein umstrittenes Phänomen. St. Augustin 1997.
- Sucht und Ethik. In: Informationsdienst Konsum und Sucht. Hamm 1998.
- (mit Stübinger und Apfelbacher): Sozialmanagement. Band I – Zielfindung und Problemlösung. Köln 1999.
- (mit Stübinger): Der Einstieg in soziale Organisationen – ein Sprung ins kalte Wasser. Köln 2000.
- (mit Stübinger und Apfelbacher): Sozialmanagement. Band II – Zeitmanagement, Planung und Kontrolle des Handlungsvollzuges. Köln 2000.
- (mit Stübinger und Apfelbacher): Sozialmanagement. Band III – Management der Organisationsstrukturen. Köln 2001.
- (mit Stübinger und Lieber): Sozialmanagement. Band IV – Personalmanagement. Köln 2002.
- (mit Schneider): Justizsozialdienst - Zusammenführung von Bewährungs- und Gerichtshilfe. In: DBH-Materialien. Nr. 50. Köln 2003.
- Vernetzung tut Not. In: Zeitschrift für Jugendkriminalrecht und Jugendhilfe. Nr. 4. DVJJ, Hannover 2005.
- (mit Bernd-Rüdeger Sonnen und Guder): Kriminologie für Soziale Arbeit und Jugendkriminalrechtspflege. Hannover 2007.
- (mit Röhrig und Hanna Specht) Burnout in der sozialen Arbeit. Augsburg 2003, 2. erweiterte Auflage 2010
- (mit Dette und Haas) Trauma und Traumabewältigung. Augsburg, 2013